# Айа Фекла
Айя Фекла (грец. Ναός Αγία Θέκλα) — традиційна блакитно-біла християнська каплиця, розташована на пляжі в муніципалітеті Сотіра і на узбережжі від Айя-Напи.

## Опис
Айя (Свята) Фекла шанується на Кіпрі. У скелях вниз від головної церкви, можна оглянути старовинну церкву, вбудовану в печеру.
Вважається, що турецький полководець Пелеас Пасас висадився тут у 1571 році зі своєю армією і вирушив проти Фамагусти, щоб допомогти генералу Мустафі в облозі міста.
Багато пар вибирають одружитися в цьому знаковому і мальовничому місці, і це також дуже популярне місце для фотосесій.